# 谢岗站
谢岗站位于中国廣東省東莞市谢岗鎮，于1990年启用，为广州铁路（集团）公司广梅汕铁路总公司管辖的四等站。经过铁路有京九铁路。

## 使用情况
谢岗站是京九铁路的两台四线地面车站。本站不辦理客貨運業務。

## 历史
- 1990年：谢岗站建成启用。